# Aisha Mohammed Mussa
 Aisha Mohammed Mussa là một kỹ sư và chính trị gia người Ethiopia, từng là Bộ trưởng Quốc phòng của quốc gia từ tháng 10 năm 2018 đến ngày 18 tháng 4 năm 2019, khi bà được bổ nhiệm làm Bộ trưởng Bộ Xây dựng và Phát triển Đô thị.

## Tuổi thơ và giáo dục
Mohammed là một người Hồi giáo Hijabi từ Vùng Afar của đất nước ở phía đông bắc. bà có bằng Kỹ sư Xây dựng và thạc sĩ về Lãnh đạo và Thay đổi Chuyển đổi.

## Sự nghiệp
Mohammed là một kỹ sư xây dựng và trước đây từng là bộ trưởng xây dựng. Bà cũng từng là Bộ trưởng Bộ Du lịch và Văn hóa. Bà được Thủ tướng Abiy Ahmed bổ nhiệm làm Bộ trưởng Quốc phòng vào ngày 16 tháng 10 năm 2018, một trong mười phụ nữ được bổ nhiệm vào nội các hai mươi thành viên, biến Ethiopia và Rwanda trở thành các quốc gia châu Phi duy nhất có đại diện giới bình đẳng trong nội các của họ. Mohammed là nữ bộ trưởng quốc phòng đầu tiên của đất nước. Vào ngày 18 tháng 4 năm 2019, bà được bổ nhiệm làm Bộ trưởng Bộ Phát triển và Xây dựng Đô thị.